# ویلیام لنوکس لاسلز
ویلیام لنوکس لاسلز (انگلیسی: William FitzGerald-de Ros؛ ۱ سپتامبر ۱۷۹۷ – ۶ ژانویه ۱۸۷۴ (۷۶ ساله)) نظامی و سیاست‌مدار اهل پادشاهی متحد بریتانیای کبیر و ایرلند بود.